# سوراخ دهلیزی‌بطنی چپ
سوراخ روزنه دهلیزی-بطنی چپ یا دهانه میترال (به انگلیسی: Left atrioventricular orifice) یک سوراخ در قلب است که در زیر و در سمت چپ سوراخ آئورتی جای دارد.
این سوراخ کمی کوچک‌تر از دیافراگم مربوط به طرف روبه‌رو است.
این سوراخ توسط یک حلقه فیبری متراکم و انباشته از جنس اسکلت قلبی در بر گرفته شده است د که توسط غشای درونی قلب پوشانده شده است و به عنوان دریچه میترال یا دولختی محافظت می‌شود.